# Imbecilla nigra
Imbecilla nigra är en insektsart som beskrevs av Irena Dworakowska 1981. Imbecilla nigra ingår i släktet Imbecilla och familjen dvärgstritar.
Artens utbredningsområde är Centralafrikanska republiken. Inga underarter finns listade i Catalogue of Life.